# Clubiona uenoi
Clubiona uenoi este o specie de păianjeni din genul Clubiona, familia Clubionidae, descrisă de Ono, 1986. Conform Catalogue of Life specia Clubiona uenoi nu are subspecii cunoscute.